# Andy Tonkovich
Andrew Edward Tonkovich (né le 1er novembre 1922 à Wheeling, Virginie-Occidentale - décédé le 2 septembre 2006 à Inverness, Floride) est un ancien joueur américain professionnel de basket-ball.

## Biographie
À sa sortie de l'Université Marshall, il fut sélectionné au premier rang de la Draft 1948 de la BAA par les Providence Steamrollers où il n'évoluera qu'une seule saison. Il jouait au poste d'arrière.